# Villa Juan Martín de Pueyrredón
Villa Juan Martín de Pueyrredón, más comúnmente llamada también como Villa Bonich, es una localidad de la provincia de Buenos Aires dentro del área de conurbación Gran Buenos Aires, Argentina. Administrativamente, pertenece al partido de General San Martín.

## Toponimia
Debe su nombre original a Don Luis Bonich, uno de los primeros propietarios del terreno que hoy ocupa el barrio.
En 1952 la municipalidad, por medio de la ordenanza 420/1952, ordena cambiar el nombre a Villa Juan Martín de Pueyrredón, en honor al procer de la independencia. Sin embargo esta denominación no fue muy aceptada por los habitantes y hasta el día de hoy continúa utilizándose solo la primera.

## Geografía

### Población
Contaba con 17,598 habitantes (Indec, 2001), situándose como la 10.ª localidad del partido.

### Sismicidad
La región responde a la «subfalla del río Paraná», y a la «subfalla del río de la Plata», con sismicidad baja; y su última expresión se produjo el 5 de junio de 1888 (137 años), a las 3.20 UTC-3, con una magnitud aproximadamente de 5,0 en la escala de Richter (terremoto del Río de la Plata de 1888).

### Clima
| Parámetros climáticos promedio de Villa Juan Martín de Pueyrredón, BA | Parámetros climáticos promedio de Villa Juan Martín de Pueyrredón, BA | Parámetros climáticos promedio de Villa Juan Martín de Pueyrredón, BA | Parámetros climáticos promedio de Villa Juan Martín de Pueyrredón, BA | Parámetros climáticos promedio de Villa Juan Martín de Pueyrredón, BA | Parámetros climáticos promedio de Villa Juan Martín de Pueyrredón, BA | Parámetros climáticos promedio de Villa Juan Martín de Pueyrredón, BA | Parámetros climáticos promedio de Villa Juan Martín de Pueyrredón, BA | Parámetros climáticos promedio de Villa Juan Martín de Pueyrredón, BA | Parámetros climáticos promedio de Villa Juan Martín de Pueyrredón, BA | Parámetros climáticos promedio de Villa Juan Martín de Pueyrredón, BA | Parámetros climáticos promedio de Villa Juan Martín de Pueyrredón, BA | Parámetros climáticos promedio de Villa Juan Martín de Pueyrredón, BA | Parámetros climáticos promedio de Villa Juan Martín de Pueyrredón, BA |
| Mes                                                                   | Ene.                                                                  | Feb.                                                                  | Mar.                                                                  | Abr.                                                                  | May.                                                                  | Jun.                                                                  | Jul.                                                                  | Ago.                                                                  | Sep.                                                                  | Oct.                                                                  | Nov.                                                                  | Dic.                                                                  | Anual                                                                 |
| --------------------------------------------------------------------- | --------------------------------------------------------------------- | --------------------------------------------------------------------- | --------------------------------------------------------------------- | --------------------------------------------------------------------- | --------------------------------------------------------------------- | --------------------------------------------------------------------- | --------------------------------------------------------------------- | --------------------------------------------------------------------- | --------------------------------------------------------------------- | --------------------------------------------------------------------- | --------------------------------------------------------------------- | --------------------------------------------------------------------- | --------------------------------------------------------------------- |
| Temp. máx. abs. (°C)                                                  | 39.7                                                                  | 39.3                                                                  | 37.5                                                                  | 35.8                                                                  | 30.4                                                                  | 27.6                                                                  | 27.8                                                                  | 34.2                                                                  | 34.3                                                                  | 34.7                                                                  | 36.0                                                                  | 38.1                                                                  | 39.7                                                                  |
| Temp. máx. media (°C)                                                 | 29.5                                                                  | 28.7                                                                  | 25.4                                                                  | 22.3                                                                  | 19.9                                                                  | 16.3                                                                  | 14.6                                                                  | 15.1                                                                  | 18.8                                                                  | 22.7                                                                  | 24.9                                                                  | 27.0                                                                  | 29.5                                                                  |
| Temp. media (°C)                                                      | 23.6                                                                  | 23.0                                                                  | 19.9                                                                  | 16.9                                                                  | 14.4                                                                  | 10.8                                                                  | 9.6                                                                   | 10.5                                                                  | 13.6                                                                  | 16.6                                                                  | 19.2                                                                  | 21.4                                                                  | 16.6                                                                  |
| Temp. mín. media (°C)                                                 | 17.8                                                                  | 17.4                                                                  | 14.5                                                                  | 11.6                                                                  | 8.9                                                                   | 5.3                                                                   | 4.7                                                                   | 6.0                                                                   | 8.5                                                                   | 10.6                                                                  | 13.6                                                                  | 15.9                                                                  | 11.2                                                                  |
| Temp. mín. abs. (°C)                                                  | 4.6                                                                   | 1.9                                                                   | -1.7                                                                  | -4.8                                                                  | -4.9                                                                  | -6.3                                                                  | -7.2                                                                  | -5.4                                                                  | -4.5                                                                  | -3.9                                                                  | -0.3                                                                  | 1.8                                                                   | -7.2                                                                  |
| Precipitación total (mm)                                              | 120.1                                                                 | 119.0                                                                 | 140.5                                                                 | 100.4                                                                 | 74.8                                                                  | 69.6                                                                  | 68.9                                                                  | 70.3                                                                  | 70.7                                                                  | 117.2                                                                 | 109.0                                                                 | 111.3                                                                 | 1171.8                                                                |
| Nevadas (cm)                                                          | 0                                                                     | 0                                                                     | 0                                                                     | 0                                                                     | 0                                                                     | 0                                                                     | 0                                                                     | 0                                                                     | 0                                                                     | 0                                                                     | 0                                                                     | 0                                                                     | 0                                                                     |
| Días de precipitaciones (≥ )                                          | 10                                                                    | 10                                                                    | 9                                                                     | 9                                                                     | 8                                                                     | 6                                                                     | 5                                                                     | 7                                                                     | 8                                                                     | 9                                                                     | 10                                                                    | 10                                                                    | 101                                                                   |
| Días de nevadas (≥ 0)                                                 | 0                                                                     | 0                                                                     | 0                                                                     | 0                                                                     | 0                                                                     | 0                                                                     | 0                                                                     | 0                                                                     | 0                                                                     | 0                                                                     | 0                                                                     | 0                                                                     | 0                                                                     |
| Horas de sol                                                          | 270                                                                   | 240                                                                   | 190                                                                   | 175                                                                   | 170                                                                   | 135                                                                   | 140                                                                   | 175                                                                   | 180                                                                   | 215                                                                   | 255                                                                   | 260                                                                   | 2405                                                                  |
| Humedad relativa (%)                                                  | 68                                                                    | 67                                                                    | 89                                                                    | 83                                                                    | 78                                                                    | 75                                                                    | 80                                                                    | 81                                                                    | 80                                                                    | 79                                                                    | 72                                                                    | 70                                                                    | 76.8                                                                  |
| Fuente: Servicio Meteorológico Nacional Argentino                     |                                                                       |                                                                       |                                                                       |                                                                       |                                                                       |                                                                       |                                                                       |                                                                       |                                                                       |                                                                       |                                                                       |                                                                       |                                                                       |

La Defensa Civil municipal debe advertir sobre escuchar y obedecer acerca de 
Área de
- Tormentas severas periódicas
- Baja sismicidad, con silencio sísmico de 137 años